# EOLO-Kometa/2022
Deze pagina geeft een overzicht van de EOLO-Kometa-wielerploeg in 2022.

## Algemene gegevens
Teammanager: Francisco Javier Contador
Ploegleiders: Stefano Zanatta, Biagio Conte, Jesús Hernández Blázquez, Sean Yates
Fietsmerk: Aurum

## Renners
| Naam                | Geboortedatum | Nationaliteit       | Ploeg 2021           |
| ------------------- | ------------- | ------------------- | -------------------- |
| Vincenzo Albanese   | 12-11-1996    | Italië              |                      |
| Davide Bais         | 02-04-2998    | Italië              |                      |
| Simone Bevilacqua   | 22-02-1997    | Italië              | Vini Zabù            |
| Mark Christian      | 20-11-1990    | Verenigd Koninkrijk |                      |
| Márton Dina         | 11-04-1996    | Hongarije           |                      |
| Alessandro Fancellu | 24-04-2000    | Italië              |                      |
| Alessandro Fedeli*  | 02-03-1996    | Italië              | Gazprom-RusVelo      |
| Erik Fetter         | 05-04-2000    | Hongarije           |                      |
| Lorenzo Fortunato   | 09-05-1996    | Italië              |                      |
| Sergio García       | 11-06-1999    | Spanje              |                      |
| Francesco Gavazzi   | 01-08-1984    | Italië              |                      |
| Arturo Grávalos     | 02-03-1998    | Spanje              |                      |
| Giovanni Lonardi    | 09-11-1996    | Italië              | Bardiani-CSF-Faizanè |
| Mirco Maestri       | 26-10-1991    | Italië              | Bardiani-CSF-Faizanè |
| Alex Martin         | 25-01-2000    | Spanje              | Fundación Contador   |
| David Martin        | 19-02-1999    | Spanje              |                      |
| Edward Ravasi       | 05-05-1994    | Italië              |                      |
| Samuele Rivi        | 11-03-1998    | Italië              |                      |
| Alejandro Ropero    | 17-04-1998    | Spanje              |                      |
| Diego Rosa          | 27-03-1989    | Italië              | Arkéa-Samsic         |
| Diego Pablo Sevilla | 04-03-1996    | Spanje              |                      |
| Daniel Viegas       | 05-01-1998    | Portugal            |                      |

* vanaf 20/06

### Stagiairs
Per 1 augustus 2022
| Naam             | Geboortedatum | Nationaliteit | Vorige ploeg |
| ---------------- | ------------- | ------------- | ------------ |
| Andrea Montoli   | 09-04-2002    | Italië        |              |
| Francisco Muñoz  | 24-06-2001    | Spanje        |              |
| Andrea Pietrobon | 11-03-1999    | Italië        |              |

### Vertrokken
| Naam             | Geboortedatum | Nationaliteit       | Ploeg 2022 |
| ---------------- | ------------- | ------------------- | ---------- |
| John Archibald   | 14-11-1990    | Verenigd Koninkrijk | ?          |
| Manuel Belletti  | 14-10-1985    | Italië              | Gestopt    |
| Mattia Frapporti | 02-06-1994    | Italië              | Gestopt    |
| Luca Pacioni     | 13-08-1993    | Italië              | ?          |
| Luca Wackermann  | 13-03-1992    | Italië              | ?          |

## Overwinningen
Nationale kampioenschappen wielrennen
Hongarij - tijdrijden: Erik Fetter
Clàssica Comunitat Valenciana
Giovanni Lonardi
Ronde van Slowakije
Bergklassement Lorenzo Fortunato
Ronde van de Limousin-Nouvelle-Aquitaine
4e etappe: Vincenzo Albanese
Alpecin-Deceuninck · B&B Hotels-KTM · Bardiani-CSF-Faizanè  · Bingoal Pauwels Sauces WB · Burgos-BH · Caja Rural-Seguros RGA · Drone Hopper-Androni Giocattoli · EOLO-Kometa · Equipo Kern Pharma · Euskaltel-Euskadi · Gazprom-RusVelo · Human Powered Health · Sport Vlaanderen-Baloise · Arkéa-Samsic · Team Novo Nordisk · Team TotalEnergies · Uno-X Pro Cycling Team
2021 · 2022 · 2023 · 2024 · 2025